# Andrés Grande
Andrés Miguel Grande (Buenos Aires, 29 ottobre 1976) è un ex calciatore argentino, di ruolo centrocampista.

## Biografia
Suo padre Valentino è italiano e si è trasferito in Argentina all'età di 7 anni; per questo motivo anche Andrés ha passaporto italiano.

## Carriera

### Club
Cresce nel settore giovanile dell'Argentinos Juniors, con cui gioca anche alcune partite nella massima serie del Paese sudamericano e dove rimane fino al 1995, anno in cui ha una breve esperienza in Spagna al Las Palmas, nella terza serie spagnola. Torna poi in patria al Boca Juniors, dove rimane per breve tempo e senza mai giocare in partite ufficiali. Resta poi per altri due anni all'Argentinos Juniors, da cui si separa nuovamente nel 1998 dopo aver giocato complessivamente 25 partite nella massima serie argentina per passare al Bastia, formazione della massima serie francese, con la quale nella stagione 1998-1999 gioca una partita in Ligue 1. Termina poi la stagione nuovamente in Argentina, questa volta al Ferro Carril Oeste, con cui disputa 11 partite in massima serie senza mai segnare. Gioca altre 11 partite di massima serie argentina col Ferro Carril Oeste anche nel 2000, mentre nel 2001 gioca nella seconda serie argentina sempre con la maglia del club biancoverde, con il quale l'anno precedente era retrocesso. Nel 2001 si trasferisce per la terza volta in carriera in Europa, nuovamente in Francia: in particolare si accasa al Gueugnon, club con il quale mette a segno 2 reti in 11 presenze in Ligue 2 nella stagione 2001-2002. A fine anno va a giocare in Italia, accasandosi ai veneti del Belluno, impegnati nel campionato di Serie D; nella stagione 2002-2003 Grande contribuisce alla vittoria del campionato mettendo a segno un gol in 23 partite, e viene riconfermato anche per la stagione successiva, disputata in Serie C2, nella quale termina il campionato con un gol in 26 partite giocate ed al termine della quale il Belluno si salva dalla retrocessione nei dilettanti arrivando dodicesimo in classifica. Nella stagione 2004-2005 gioca 3 partite in Serie D con i trevigiani del Santa Lucia, mentre nel 2006 disputa 6 partite senza mai segnare con gli ecuadoregni del Deportivo Quito. Termina poi la stagione 2006-2007 segnando 2 reti in 7 presenze al Belluno, nuovamente in Serie D. Nella stagione 2007-2008 gioca ancora nel massimo campionato dilettantistico italiano, questa volta con gli emiliani del Carpi; con i biancorossi nell'arco del campionato mette a segno un gol in 30 presenze, chiudendo l'annata al quarto posto in classifica e con la sconfitta nelle semifinali play-off del suo girone. Nel 2008 torna per la terza volta al Belluno, con cui nella stagione 2008-2009 gioca tutte e 34 le partite di campionato segnandovi 6 reti, arrivando quindi ad un totale di 90 presenze e 10 reti in campionato col club veneto nell'arco di quattro stagioni. Nel 2011 ha giocato col Deportivo Espanol, squadra della quarta serie argentina.

### Nazionale
Nel 1993 ha giocato in Under-17, mentre nel 1995 ha militato nell'Under-20. In totale ha segnato 3 reti in 15 partite comprendendo entrambe le Nazionali.

## Palmarès

### Club

#### Competizioni nazionali
- Serie D: 1

Belluno: 2002-2003